# George Savage (clérigo)
O Venerável George Savage foi um padre anglicano no final do século XVI e início do século XVII.
Savage foi educado na Christ Church, Oxford. Ele desempenhou funções clericais em Sedgeberrow, Tolleshunt Major, entre outras zonas. Ele foi arquidiácono de Gloucester de 1575 até à sua morte em 1602.